# Rubén Amorín
Rubén Darío Amorín Mattos (Montevideo, 6 de noviembre de 1927-Ciudad de Guatemala, 24 de diciembre de 2014) fue un futbolista y entrenador uruguayo nacionalizado guatemalteco.

## Biografía
Debutó como futbolista con el Guatemala FC, donde jugó durante siete años, hasta que en 1958 se retiró para dedicarse a entrenar clubes. El Aurora FC fue el primer equipo que tuvo a su cargo, ganando tres Liga Nacional de Fútbol de Guatemala, tres Copas de Guatemala y una Copa Campeón de Campeones.
Dirigió a Costa Rica en la Copa CCCF 1960 donde la hizo campeona al derrotar 4-0 a Antillas Neerlandesas.
Debido al éxito con el club, la selección de fútbol de Guatemala le fichó como seleccionador. Se hizo con el Campeonato de Naciones de la Concacaf, único título a nivel internacional del combinado.
Posteriormente tuvo un paso por varios clubes, ganando la Liga Nacional de Guatemala con el CSD Municipal, el Comunicaciones y de nuevo con el Aurora.
Además, a nivel internacional, con el CSD Municipal, ganó el título de la Copa de Campeones de la Concacaf 1974 y uno de la Copa Fraternidad Centroamericana, también con el otro equipo grande de Guatemala, CSD Comunicaciones consiguió la Copa de Campeones de la Concacaf 1978, siendo el director técnico más exitoso de dicho país en lo internacional.
Falleció el 24 de diciembre de 2014 a los 87 años de edad, tras sufrir Alzheimer.

## Clubes

### Como futbolista
| Club         | País      | Año       |
| ------------ | --------- | --------- |
| Guatemala FC | Guatemala | 1951-1958 |

### Como entrenador
| Club                    | País        | Año       |
| ----------------------- | ----------- | --------- |
| Aurora FC               | Guatemala   | 1958-1959 |
| Selección de Costa Rica | Costa Rica  | 1959-1960 |
| Aurora FC               | Guatemala   | 1961      |
| CSD Comunicaciones      | Guatemala   | 1961      |
| Aurora FC               | Guatemala   | 1961      |
| CSD Comunicaciones      | Guatemala   | 1962      |
| Aurora FC               | Guatemala   | 1962-1966 |
| Selección de Guatemala  | Guatemala   | 1967      |
| Aurora FC               | Guatemala   | 1967-1972 |
| Selección de Guatemala  | Guatemala   | 1972      |
| CSD Municipal           | Guatemala   | 1973-1975 |
| Selección de Guatemala  | Guatemala   | 1975-1976 |
| CSD Comunicaciones      | Guatemala   | 1976-1978 |
| Cobán Imperial          | Guatemala   | 1978-1979 |
| Selección de Guatemala  | Guatemala   | 1980      |
| Aurora FC               | Guatemala   | 1984      |
| CD FAS                  | El Salvador | 1985-1987 |
| Selección de Guatemala  | Guatemala   | 1989-1990 |
| CSD Municipal           | Guatemala   | 1991-1992 |
| CSD Comunicaciones      | Guatemala   | 1993      |

## Palmarés

### Títulos nacionales
| Título                    | Equipo         | País      | Año     |
| ------------------------- | -------------- | --------- | ------- |
| Copa Campeón de Campeones | Comunicaciones | Guatemala | 1961    |
| Liga Nacional             | Aurora         | Guatemala | 1964    |
| Liga Nacional             | Aurora         | Guatemala | 1966    |
| Liga Nacional             | Aurora         | Guatemala | 1968    |
| Torneo de Copa            | Aurora         | Guatemala | 1959    |
| Torneo de Copa            | Aurora         | Guatemala | 1968    |
| Torneo de Copa            | Aurora         | Guatemala | 1969    |
| Copa Campeón de Campeones | Aurora         | Guatemala | 1968    |
| Liga Nacional             | Municipal      | Guatemala | 1973    |
| Liga Nacional             | Municipal      | Guatemala | 1974    |
| Liga Nacional             | Comunicaciones | Guatemala | 1977-78 |
| Liga Nacional             | Aurora         | Guatemala | 1984    |
| Torneo de Copa            | Aurora         | Guatemala | 1984    |
| Liga Nacional             | Municipal      | Guatemala | 1992    |

### Títulos internacionales
| Título                                  | Equipo                  | País       | Año  |
| --------------------------------------- | ----------------------- | ---------- | ---- |
| Campeonato Centroamericano y del Caribe | Selección de Costa Rica | Costa Rica | 1960 |
| Campeonato de Naciones de la Concacaf   | Selección de Guatemala  | Guatemala  | 1967 |
| Copa de Campeones de la Concacaf        | CSD Municipal           | Guatemala  | 1974 |
| Copa Fraternidad Centroamericana        | CSD Municipal           | Guatemala  | 1974 |
| Copa de Campeones de la Concacaf        | Comunicaciones FC       | Guatemala  | 1978 |